# Point Clear
Point Clear – przysiółek w Anglii, w Esseksie. Leży 14,2 km od miasta Colchester, 38,9 km od miasta Chelmsford i 83,8 km od Londynu. W 2015 miejscowość liczyła 1583 mieszkańców.